# Эдуарду, Уилсон
Уилсон Бруну Навал да Кошта Эдуарду (порт. Wilson Bruno Naval da Costa Eduardo; 8 июля 1990, Мая, Большой Порту, Португалия) — португальский и ангольский футболист, вингер клуба «Алверка».

## Биография

### Клубная карьера
Начинал заниматься футболом в школе «GD Vilar», затем с 2000 по 2004 находился в академии «Порту». В 2004 году перешёл в молодёжную команду лиссабонского «Спортинга». Взрослую карьеру начал скитаясь по многочисленным арендам. Дебютировал на профессиональном уровне в сезоне 2009/10 в составе клуба «Реал Массама», за который сыграл 12 матчей и забил 1 гол в третьей лиге Португалии. Во второй части сезона был отдан в аренду в клуб Сегунды «Портимоненсе». Затем на протяжении трёх сезонов выступал за клубы высшей лиги Португалии «Бейра-Мар», «Ольяненсе» и «Академика» (Коимбра). В сезоне 2013/14 начал играть за основную команду «Спортинга». В составе клуба провёл 20 матчей и забил 3 гола в чемпионате Португалии, но в следующем сезоне вновь был отдан в аренду сначала в загребское «Динамо», а затем в нидерландский «АДО Ден Хааг».
Летом 2015 года подписал контракт с клубом «Брага». В первый сезон в новом клубе стал обладателем Кубка Португалии.

### Карьера в сборной
В начале карьеры активно выступал за юношеские и молодёжные сборные Португалии.
22 марта 2019 года дебютировал за сборную Анголы в матче отборочного турнира Кубка африканских наций 2019 против сборной Ботсваны (1:0), в котором забил единственный гол на 21-й минуте. Летом того же года был включён в заявку сборной Анголы на Кубок африканских наций. На турнире сыграл во всех трёх матчах группового этапа, однако Ангола заняла лишь третье место в группе и не смогла выйти в плей-офф.

## Личная жизнь
Его младший брат Жуан Мариу (р. 1993) — также профессиональный футболист. Чемпион Европы 2016 в составе сборной Португалии.

## Достижения
«Динамо» Загреб
- Чемпион Хорватии: 2014/2015

«Брага»
- Обладатель Кубка Португалии: 2015/2016